# 알프레트 폰 티르피츠
알프레트 페터 프리드리히 폰 티르피츠 대제독(독일어: Großadmiral Alfred Peter Friedrich von Tirpitz, 1849년 3월 19일 ~ 1930년 3월 6일)은 독일의 제독으로, 1897년부터 1916년까지 독일 제국해군을 담당한 행정부서 독일 제국해군청의 대신이었다.
1871년에 독일 제국이 성립하기 이전, 프로이센을 포함한 독일 열국들은 제대로 된 해군을 보유하고 있지 못했다. 보잘것 없는 해군을 맡게 된 티르피츠는 1890년대 이래 독일 제국해군을 영국 왕립해군을 위협할 수 있는 세계적 수준의 전력으로 키워냈다. 하지만 제1차 세계 대전 동안 제국해군은 왕립해군을 완전히 압도하지 못했고, 유틀란트 해전에서의 무승부 이후 잠수함 작전으로 선회하지만 그로써 미국의 적대심을 사게 된다. 티르피츠는 1916년에 해임되었고, 다시는 권력을 되찾지 못했다.
| 전임 프리드리히 폰 홀만 | 제3대 국가해군청차관 1889년 - 1916년 | 후임 에두아르트 폰 카펠레 마르히 |

## 같이 보기
- 영국-독일 해군력 경쟁